# Волочаївка (Перекопський район)
Волоча́ївка (до 1944 року — Смаїл-Бай, крим. Smail Bay) — село Перекопського району Автономної Республіки Крим.
Розташоване в центрі району.
Відстань від райцентру до населеного пункта становить 39 кілометрів по прямій.